# Eusphecia
Eusphecia là một chi bướm đêm thuộc họ Sesiidae.

## Các loài
- Eusphecia pimplaeformis (Oberthür, 1872)